# السعودية في الألعاب البارالمبية الصيفية 2020
شاركت المملكة العربية السعودية في الألعاب البارالمبية الصيفية 2020 في طوكيو، اليابان، من 24 أغسطس إلى 5 سبتمبر 2021.

## ألعاب القوى
تمكنت السعودية لألعاب القوى لذوي الإعاقة من خلال مشاركتها في بطولة العالم لألعاب القوى التي اختتمت في دبي، الإمارات العربية المتحدة، من الحصول على أربع بطاقات مؤهلة لدورة الألعاب البارالمبية في طوكيو، وهم:
- عبد الرحمن القرشي حقق الميدالية الفضية في سباق 100 “كراسي متحركة ” تصنيف 53 T” وبذلك نال بطاقة التأهل الأولى لأولمبياد طوكيو، كما حقق المركز الثاني في السباق بزمن 93 :14 ثانية كأول لاعب سعودي يحقق ميدالية فضية في تاريخ بطولات العالم لذوي الإعاقة في منافسات الكراسي المتحركة.
- فهد الجنيدل حصل على البطاقة الثانية المؤهلة لأولمبياد طوكيو لتسجيله الرقم التأهيلي ” 76: 14 ثانية ” لسباق الكراسي المتحركة ولنفس التصنيف.
- على النخلي استحق البطاقة السعودية الثالثة للأولمبياد لتحقيقه الرقم التأهيلي 53: 11 ثانية بعد أن حل خامساً في نهائي سباق 100 متر “تصنيف 37 T”.
- سارة الجمعة وتعتبر أول لاعبة سعودية في تاريخ رياضة البارالمبية السعودية تتأهل إلى أولمبياد طوكيو 2020، بحصولها على الرقم التأهيلي لمسابقة دفع الجلة بمسافة 84 :6 متر، بعد أن حلت خامسة في نهائي المسابقة.[3]
- الهنوف أبو حيمد تحصل على البطاقة الخامسة المؤهلة لأولمبياد في مسابقة دفع الجلة بالرقم التأهيلي لمسافة 95 :3 م «تصنيف F33», وبذلك تكون ثاني لاعبة في تاريخ الرياضة البارالمبية السعودية تتأهل إلى الأولمبياد العالمي.[4]

## الفروسية
أرسلت المملكة العربية السعودية رياضيًا واحدًا بعد التأهل.